# ستوپنگکی
ستوپنگکی (به لهستانی:  Stupniki) یک روستا در لهستان است که در گمینا بیلسک پودلاسکی واقع شده‌است.